# Copa da Escócia de 1890–91
A Copa da Escócia de 1890-91 foi a 18º edição do torneio mais antigo do futebol da Escócia. O campeão foi o Heart of Midlothian F.C, que conquistou seu 1º título na história da competição ao vencer a final contra o Dumbarton F.C., pelo placar de 1 a 0.

## Premiação
| Copa da Escócia de 1890-91                  |
| Escócia                                     |
| ------------------------------------------- |
| Heart of Midlothian F.C Campeão (1º título) |